# Johann Gottlieb Fichte
Johann Gottlieb Fichte (ur. 19 maja 1762 w Rammenau, zm. 29 stycznia 1814  w Berlinie) – jeden z trzech (obok Friedricha Schellinga i Georga Hegla) wielkich filozofów niemieckiego klasycznego idealizmu.

## Życiorys

### Dzieciństwo i młodość
Johann Gottlieb Fichte urodził się w wiosce Rammenau w Saksonii w 1762 r. Pochodził z ubogiej rodziny . Fundatorem jego edukacji był lokalny arystokrata, który wysłał Fichtego do renomowanej szkoły z internatem Pforta . Następnie zapisał się on na Uniwersytet w Jenie , później przeniósł się do Lipska . Jego intencją było uzyskanie dyplomu z teologii, nie ukończył jednak nigdy studiów, przerwał je w 1784 z powodów finansowych .
Po opuszczeniu uniwersytetu wyjechał do Szwajcarii , gdzie pracował jako prywatny nauczyciel. W tym czasie również docierały do niego liczne wieści o nadchodzącej Wielkiej Rewolucji Francuskiej, której zresztą był wielkim zwolennikiem. W 1790 roku powrócił do Lipska, gdzie również zarabiał udzielając korepetycji .
W Lipsku zetknął się z myślą Immanuela Kanta, co wywarło decydujący wpływ na jego poglądy filozoficzne . Pierwsza lektura Krytyki czystego rozumu nie wywarła na nim większego wrażenia, lektura Krytyki praktycznego rozumu miała natomiast determinujące znaczenie dla jego dalszego rozwoju. Zafascynowany filozofią Kanta przeniósł się na kilka miesięcy do Królewca, gdzie wykładał uwielbiany przez niego filozof . Został jednak przyjęty bez większego entuzjazmu . Aby wzbudzić względy Kanta, napisał w 1792 Próbę krytyki wszelkiego objawienia. Spodobała się ona Kantowi i została wydana na początku roku 1793 przez tego samego wydawcę, który publikował także dzieła Kanta . Z nieznanych powodów książka została wydana bez umieszczenia imienia i nazwiska autora na okładce, a także bez przedmowy . Uznano ją za kolejną rozprawę Kanta . Sam filozof z Królewca sprostował ten błąd i wtedy nazwisko Fichtego stało się powszechnie znane .
W 1793 Fichte pracował w Gdańsku jako nauczyciel. Opublikował anonimowo kilka artykułów politycznych, w których bronił rewolucji francuskiej i demokracji . Pomimo tego, że artykuły były publikowane anonimowo, wiadomo było, że ich autorem był Fichte, przez co zyskał on sobie opinię „jakobina” i „radykała” . Z Gdańska przeniósł się ponownie do Szwajcarii, do Zurychu, gdzie zetknął się z pismami filozofa C.L. Reinholda, który również próbował rozwijać filozofię Kanta. Dzieła Reinholda wywarły duże wrażenie na Fichtem . Wpływ na jego myśl wywarły również poglądy: Salomona Majmona i Gottloba E. Schulze .

### Okres jenajski (1794–1799)
W 1794 roku został profesorem filozofii na uniwersytecie w Jenie  (Jena była wówczas miejscem, gdzie mieszkało wielu wybitnych artystów i filozofów; zob. romantyzm jenajski). Jego wykłady były niezwykle popularne. To właśnie w Jenie Fichte opracował najważniejsze zasady swojego systemu filozoficznego, który został przedstawiony w dziele „Teoria wiedzy” .
W 1798 Fichte opublikował artykuł „O podstawie naszej wiary w boskie panowanie nad światem” . Tekst ten był reakcją na pisma sympatyka filozofii Fichtego Friedricha Karla Forberga. W tekście Fichte stwierdzał, że religia nie posiada wartości samoistnej i sprowadza się jedynie do moralności; nie da się spekulatywnie dowieść istnienia Boga, a wiara jest jedynie arbitralnym przekonaniem. Tekst Fichtego wywołał oburzenie, anonimowy autor opublikował pamflet, w którym oskarżał Fichtego o ateizm i domagał się jego usunięcia z uniwersytetu . Wybuchła szeroka dyskusja na temat ateizmu Fichtego, jednym z ważnych głosów w debacie był tekst F.H. Jacobiego, który utożsamiał idealizm transcendentalny Fichtego i Kanta z „nihilizmem” . W konsekwencji tego sporu Fichte został zmuszony do rezygnacji ze stanowiska na uniwersytecie w Jenie w 1799 roku i przeniósł się do Berlina . Kontrowersję wywołaną przez tekst Fichtego określa się w literaturze jako: „spór o ateizm” (niem. Atheismusstreit).

### Okres berliński (1799–1814)
W 1800 r. Fichte opublikował „Powołanie człowieka”, które miało być pośrednią odpowiedzią na zarzuty Jacobiego, a także traktat polityczny „Zamknięte państwo handlowe” . Nie pracował wówczas na uczelni (w Berlinie nie było wtedy uniwersytetu), utrzymywał się z dochodów z publikacji książek i udzielania prywatnych lekcji . W Berlinie mieszkał aż do śmierci w 1814 roku, opuścił miasto na jeden semestr w 1805 r., gdy był zatrudniony na uniwersytecie w Erlangen .
Fichte publikował w tym okresie teksty polityczne, jednym z najważniejszych są „Mowy do narodu niemieckiego” (1808) . Tekst jest zapisem wykładów wygłoszonych w okupowanym przez Francję Berlinie . Filozof podkreśla w nich, że Niemcy są narodem wyjątkowym, który posiada szczególną misję dziejową. Z tego względu Fichte jest uważany za jednego z pionierów niemieckiego nacjonalizmu.
W 1810 r., po otwarciu Uniwersytetu Berlińskiego został mianowany dyrektorem wydziału filozofii, a w 1811 r. wybrano go rektorem uniwersytetu .

## Poglądy
Najważniejszym pytaniem filozoficznym, które zaprzątało umysł Fichtego, było pytanie o to, w jaki sposób wolny podmiot może być jednocześnie determinowany przez prawa fizyczne . Pytanie to zostało zaczerpnięte od Kanta i Fichte zawsze podkreślał, że choć sama „litera” jego filozofii może odbiegać od myśli Kanta, to co do „ducha” jest jej wierna . Odpowiedź na pytanie, którą przedstawia Fichte, stwierdza, że wolność podmiotu jest pierwotna, a obiektywna konieczność i skończoność są warunkiem możliwości wolności . 
W swojej najważniejszej pracy: „Teorii wiedzy” (niem. Wissenschaftslehre), przedstawił uzasadnienie idealizmu transcendentalnego . Polemizując z Kantem, Fichte odrzucał możliwość istnienia rzeczywistości niezależnej od poznającego podmiotu (tzw. rzeczy samej w sobie) . Pojęcie „teorii wiedzy” jest nie tylko tytułem książki Fichtego, ale też nazwą całego jego projektu filozoficznego, jego zdaniem „filozofia” powinna być zastąpiona właśnie teorią wiedzy. Zadaniem teorii wiedzy miałoby być uzasadnienie jedności poznania teoretycznego i praktycznego .

## Prace w języku polskim
- Powołanie człowieka, wstęp Tadeusz Kroński, wyd. PWN, Warszawa 1956;
- Zamknięte państwo handlowe i inne pisma, tłum. Paweł Dybel (i in.), wyd. Aletheia, Warszawa 1996;
- Teoria wiedzy: wybór pism, t. 1, wybrał, przełożył i przypisami opatrzył Marek J. Siemek; aneks przełożył Jan Garewicz, wyd. PWN, Warszawa 1996;
- Filozofia wolnomularza, tłum. i oprac. Jerzy Drewnowski, wyd. Książka i Prasa, Warszawa 2004.
- Kilka wykładów o powołaniu uczonego, Wydawnictwo UMK, Toruń 2012.

## Ważniejsze opracowania
- Zbigniew Kuderowicz, Fichte, wyd. Wiedza Powszechna, Warszawa 1963;
- Marek J. Siemek, Teoria Wiedzy jako system filozofii transcendentalnej, w: J. G. Fichte, Teoria wiedzy: wybór pism, t. 1, wyd. PWN, Warszawa 1996;
- Marek J. Siemek, Idea transcendentalizmu u Fichtego i Kanta. Studium z dziejów filozoficznej problematyki wiedzy, Warszawa 1977;
- M. Poręba, Transcendentalna teoria świadomości. Próba rekonstrukcji semantycznej, Warszawa 1999;
- Justyna Nowotniak, Samowiedza filozofa, Warszawa 1995;
- Filozofia transcendentalna a dialektyka, red. M. J. Siemek. Warszawa 1994;
- Frederick Copleston, Historia filozofii, t. 7, Od Fichtego do Nietzschego, Warszawa 2006.